# قصر تويلري

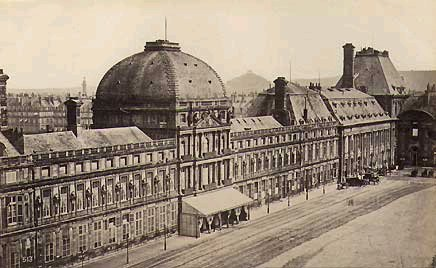
1865م

قصر التّويليري (بالفرنسية: Palais des Tuileries)‏ قصر ملكي سابق في باريس كان قائماً، قبل تدميره، في محاذاة متحف اللوڤر. تم  تشييده في عام 1564 ، وتم توسيعه تدريجياً حتى أغلق الطرف الغربي لساحة اللوفر وعرض واجهة ضخمة تبلغ 266 مترًا. منذ تدمير التويلري ، ظل فناء اللوفر مفتوحًا والموقع الآن هو موقع الطرف الشرقي لحديقة التويلري ، مشكلاً شرفة مرتفعة بين بلاس دو كاروسيل والحدائق المناسبة.

## معرض صور

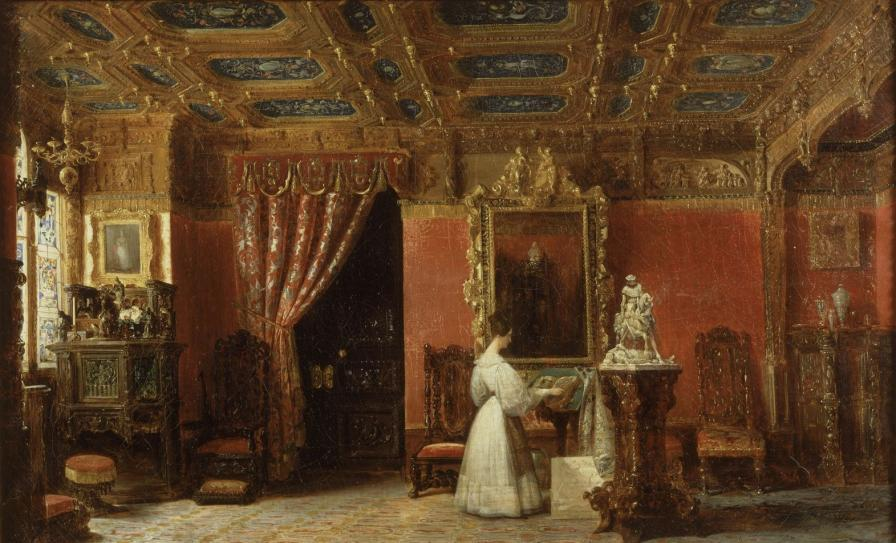
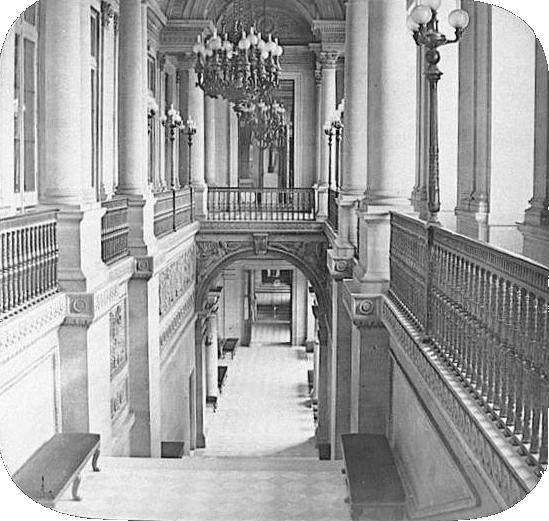
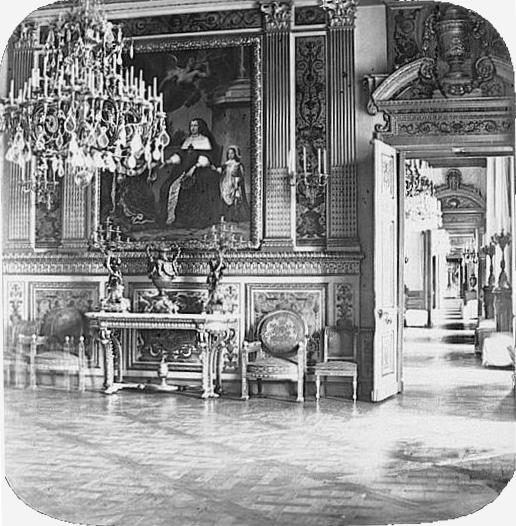
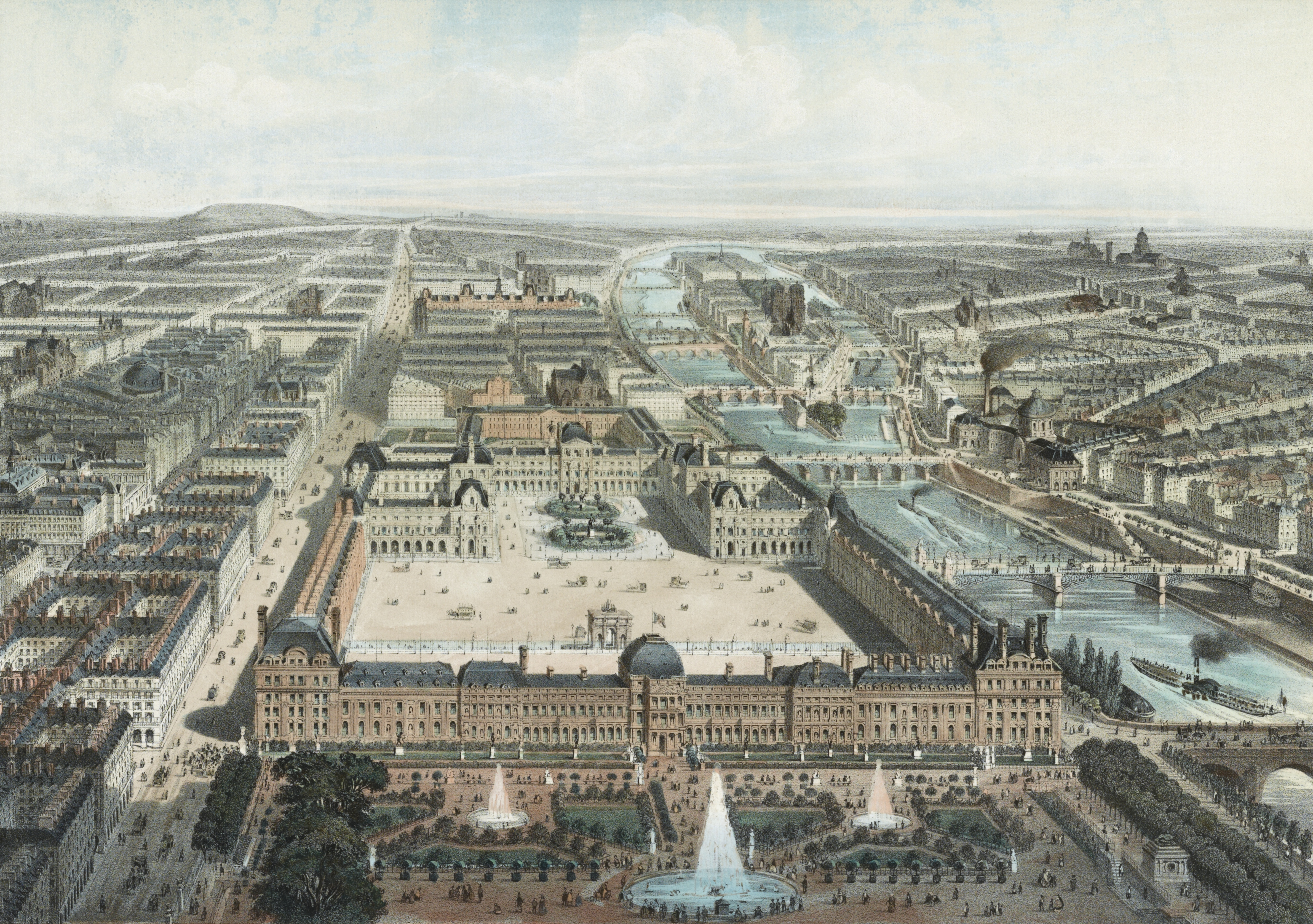
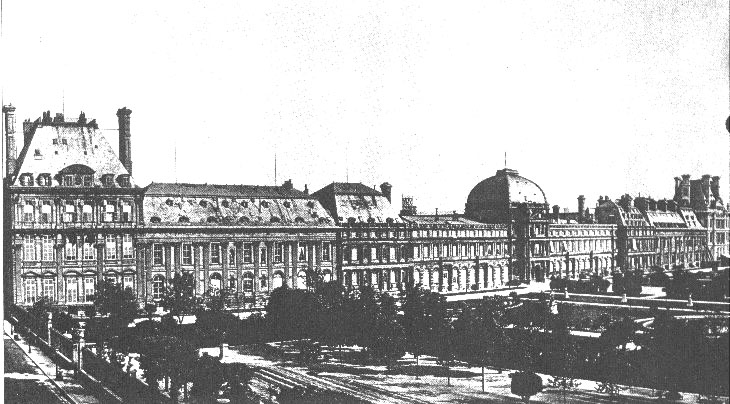